# Mycosphaerella aronici
Mycosphaerella aronici är en svampart som beskrevs av Volkart 1903. Mycosphaerella aronici ingår i släktet Mycosphaerella och familjen Mycosphaerellaceae.   Inga underarter finns listade i Catalogue of Life.